# Pinkye Morris
Pinkye Morris es una productora mexicana de telenovelas.

## Biografía
Comenzó su carrera en los años noventa introduciendo historias como Azul y La culpa, ambas en 1996.
Luego produce la telenovela  La casa en la playa junto con Yuri Breña en 2000 para el horario estelar.
Después deja de producir telenovelas y produce documentales y series.

## Trayectoria

### Telenovelas - Productor ejecutivo
- La casa en la playa (2000) (con Yuri Breña)
- La culpa (1996) (con Yuri Breña)
- Azul (1996) (con Yuri Breña)

### Documentales y series
- Nuestra hora (2003)
- Manuel Álvarez Bravo: una mirada al siglo XX (2002)
- Cien años de Manuel Álvarez Bravo (2002)